# Краљевец на Сутли
Краљевец на Сутли је насељено место и седиште општине у Крапинско-загорској жупанији, Хрватска. До територијалне реорганизације у Хрватској налазио се у саставу бивше велике општине Клањец.

## Становништво
На попису становништва 2011. године, општина Краљевец на Сутли је имала 1.727 становника, од чега у самом Краљевцу на Сутли 383.

## Попис1991.
На попису становништва 1991. године, насељено место Краљевец на Сутли је имало 375 становника, следећег националног састава:
| Попис 1991.‍ | Попис 1991.‍ | Попис 1991.‍ | Попис 1991.‍ | Попис 1991.‍ |
| ----------- | ----------- | ----------- | ----------- | ----------- |
|             |             |             |             |             |
| Хрвати      | Хрвати      |             | 365         | 97,33%      |
| Словенци    | Словенци    |             | 8           | 2,13%       |
| Срби        | Срби        |             | 1           | 0,26%       |
| непознато   | непознато   |             | 1           | 0,26%       |
| укупно: 375 |             |             |             |             |

## Познате личности
- Роберт Просинечки, Горњи Чемеховец, фудбалер.